# Pilar Moreno de Ángel
Pilar Moreno de Ángel (Medellín, 13 de noviembre de 1929-Bogotá, 26 de junio de 2006) fue una historiadora, escritora y gestora cultural colombiana. Fue la primera mujer admitida como miembro de número de la Academia Colombiana de Historia. Es autora de varios artículos y numerosas biografías de personajes colombianos siendo la más reconocida la del General Francisco de Paula Santander,  ocupó el cargo de directora de la Biblioteca Nacional de Colombia entre 1975 y 1979 y posteriormente directora del Archivo Nacional de Colombia entre los años 1981 y 1988.

## Biografía
Nació en Medellín el día 13 de noviembre de 1929 hija del matrimonio conformado por Juvenal Moreno Vásquez (1890-1968) y Zoraida Restrepo Mejía (1900-1963).Su padre descendía de la familia Moreno descrita en la novela de Tomás Carrasquilla “La Marquesa de Yolombo” y fue un empresario fundador de varios negocios entre los que se destacan la cadena de restaurantes Monte Blanco. Su madre Zoraida era hija de Camilo C. Restrepo ingeniero del ferrocarril de Amaga y personaje determinante en el desarrollo industrial de Antioquia. 
A temprana edad fue trasladada a Bogotá, por negocios de su padre Juvenal Moreno . Sin embargo, la conexión de la familia con Antioquia siempre estuvo presente, ya que contaban con la numerosa familia en esta ciudad y mantuvieron una casa de recreo en La Ceja, Antioquia. Estas vacaciones inspirarían posteriormente a la historiadora a investigar la vida del General Cordova, prócer de esta región. 
Desde temprana edad Pilar Moreno fue una lectora muy ávida, mostrando enorme interés por la historia. Estudio en Bogotá y al terminar su bachillerato viajó a Europa por un tiempo prolongado. Ella consideraba que su cultura y saber lo adquirió  en base a la lectura y se enorgullecía de su conocimiento autodidacta. 
En 1957 se casó con el abogado Silvestre Muñoz Delgado y de este matrimonio nació una hija Silvia Muñoz Moreno. Silvestre muere en un accidente en 1959.
En 1961 contrae nupcias nuevamente con el abogado Jaime Ángel Villegas y de este matrimonio nacen sus hijos Carolina y Camilo Ángel Moreno.
Además de sus investigaciones y escritos durante el curso de su vida consolidó una biblioteca de aproximadamente 12.000 volúmenes,  herramienta indispensable para sus investigaciones sobre historia de Colombia. Dicha biblioteca reposa hoy en la Biblioteca Luis Ángel Arango en Bogotá y en la Universidad EAFIT en Medellín.
Entre 1972 y el año 2000 investiga y publica varias biografías sobre próceres colombianos y otros temas (ver obras).
En 1993 recibe la condecoración Simón Bolívar otorgada por el Ministerio de Educación en reconocimiento a sus aportes a la cultura colombiana.
También fue gestora cultural participando de numerosas juntas directivas en entidades como el Museo Nacional de Colombia, el Fondo Cultural Cafetero, el Consejo Nacional de Monumentos, siendo coautora de exposiciones y eventos culturales.
En agosto de 2003 es nombrada Miembro Honorario de la Academia Colombiana de Historia, como reconocimiento a su intensa labor por la historia colombiana.
Muere por causas naturales el 26 de junio de 2006 en Bogotá.

### Investigación
En 1971 es galardonada con el Tercer Premio del Concurso Nacional de Historia de 1971 promovido por el Instituto Colombiano de Cultura, premio obtenido por el trabajo biográfico sobre el periodista del siglo XIX Alberto Urdaneta. (Alberto Urdaneta. Biblioteca Colombiana de Cultura, Colección Autores Nacionales, 1.ª edición, octubre 1972) 
A partir de 1972 se dedica de lleno a la investigación de la Correspondencia y Documentos del General José María Córdova, viajando incluso a Londres donde descubre documentos dejados por el cónsul Henderson sobre este prócer.
La Correspondencia y Documentos del General José María Córdova, son publicados en 1974. (José María Córdova. Biblioteca de Historia Nacional. Editorial Kelly, Bogotá. 1977. 1.ª edición)
En 1973 ingresa como miembro correspondiente a la Academia Colombiana de Historia, con una disertación sobre el gobierno republicano de Carlos E. Restrepo.
La biografiar del General Córdova se publica en 1977 (José María Córdova. Biblioteca de Historia Nacional. Editorial Kelly, Bogotá. 1977. 1.ª edición)
Entre 1975 y 1979 fue directora de la Biblioteca Nacional de Colombia. Durante este periodo logra recuperar el edificio, que estaba muy deteriorado, gracias a que pone en marcha y consolida la remodelación total del inmueble. Posteriormente también recibe la donación de 30,000 volúmenes que conformaban la biblioteca del historiador Germán Arciniegas.
El 31 de agosto de 1979 es nombrada como miembro de número de la Academia Colombiana de Historia, siendo la primera mujer en ocupar una de estas sillas.
En 1981 es nombrada como Directora del Archivo Nacional  de Colombia cargo que ocupa hasta 1988.
En 1989 publica su biografía de Santander que marca un hito en la historia de este prócer. Dicha biografía ha sido publicada en cinco ediciones. (Santander, Biografía. Editorial Planeta, Bogotá. Mayo 1989. 1.ª edición).
Continúa con sus investigaciones publicando los siguientes libros:
1993: Antonio de la Torre y Miranda, Viajero y Poblador siglo XVIII (Antonio de la Torre y Miranda, Viajero y Poblador siglo XVIII. Editorial Planeta, Bogotá. Abril, 1993). 
2000: Othon de Bourgoing (Santa Fe de Bogotá 1863-1864, Othon de Bourgoing. Litografía Arco, Bogotá. 2000).
2000: El Daguerrotipo en Colombia (El Daguerrotipo en Colombia. BANCAFE, Fondo Cultural Cafetero. Litografía Arco, Bogotá. 2000).
2019: Santander (Editorial Planeta, Bogotá. Diciembre de 2019)

## Publicaciones
- 1972. Alberto Urdaneta. Instituto Colombiano de Cultura.
- 1974. Correspondencia y documentos del General José María Córdova: conmemoración del sesquicentenario de Ayacucho. Editorial Kelly.
- 1977. José María Córdova. Editorial Kelly.
- 1979.  José María Cordova. Instituto Colombiano de Cultura. (Segunda edición)
- 1984. Francisco de Paula Santander, su iconografía. Litografía Arco, Bogotá. Investigación y Textos en colaboración con Horacio Rodríguez Plata.
- 1989. Francisco de Paula Santander, biografía. Editorial Planeta, Bogotá. (Cuatro ediciones)
- 1993. Antonio de la Torre y Miranda, Viajero y Poblador Siglo XVIII. Editorial Planeta, Bogotá.
- 1995. José María Cordova. Editorial Planeta. (Tercera edición)
- 2000. Santa Fe de Bogotá 1863-1864, Othon de Bourgoing Litografía Arco, Bogotá.
- 2000. El Daguerrotipo en Colombia. BANCAFE, Fondo Cultural Cafetero. Litografía Arco, Bogotá.
- 2019. Francisco de Paula Santander, biografía. Editorial Planeta, Bogotá. (Quinta edición)
- 2020. Francisco de Paula Santander, biografía. Editorial Planeta, Bogotá. (Sexta edición)